# Autobahndreieck Sinzig
Das Autobahndreieck Sinzig (Abkürzung: AD Sinzig; Kurzform: Dreieck Sinzig) verbindet die Autobahnen 61 und 571 miteinander.

## Geografie
Das Autobahndreieck liegt zirka 4 km südwestlich der Stadt Sinzig und zirka 4 km südöstlich der Stadt Bad Neuenahr-Ahrweiler. Die nächstgelegene Ortschaft ist Löhndorf.

## Bauform und Ausbauzustand
Das Autobahndreieck ist als linksgeführte Trompete angelegt. Die Autobahn 61 ist im Dreieck Richtung Süden dreispurig angelegt, Richtung Norden zweispurig. Die Autobahn 571 ist je zweispurig ausgebaut.

## Verkehrsaufkommen
| Von                              | Nach                   | Durchschnittliche tägliche Verkehrsstärke | Durchschnittliche tägliche Verkehrsstärke | Durchschnittliche tägliche Verkehrsstärke | Anteil Schwerlastverkehr | Anteil Schwerlastverkehr | Anteil Schwerlastverkehr |
| Von                              | Nach                   | 2005                                      | 2010                                      | 2015                                      | 2005                     | 2010                     | 2015                     |
| -------------------------------- | ---------------------- | ----------------------------------------- | ----------------------------------------- | ----------------------------------------- | ------------------------ | ------------------------ | ------------------------ |
| AD Bad Neuenahr-Ahrweiler (A 61) | AD Sinzig              | 62.800                                    | 59.000                                    | 61.000                                    | 22,3 %                   | 21,8 %                   | 22,3 %                   |
| AD Sinzig                        | AS Niederzissen (A 61) | 64.800                                    | 57.200                                    | 64.000                                    | 21,8 %                   | 21,3 %                   | 21,7 %                   |
| AS Löhndorf (A 571)              | AD Sinzig              | 06.600                                    | 06.300                                    | 06.600                                    | 05,9 %                   | 06,5 %                   | 06,6 %                   |